# IFA Paris

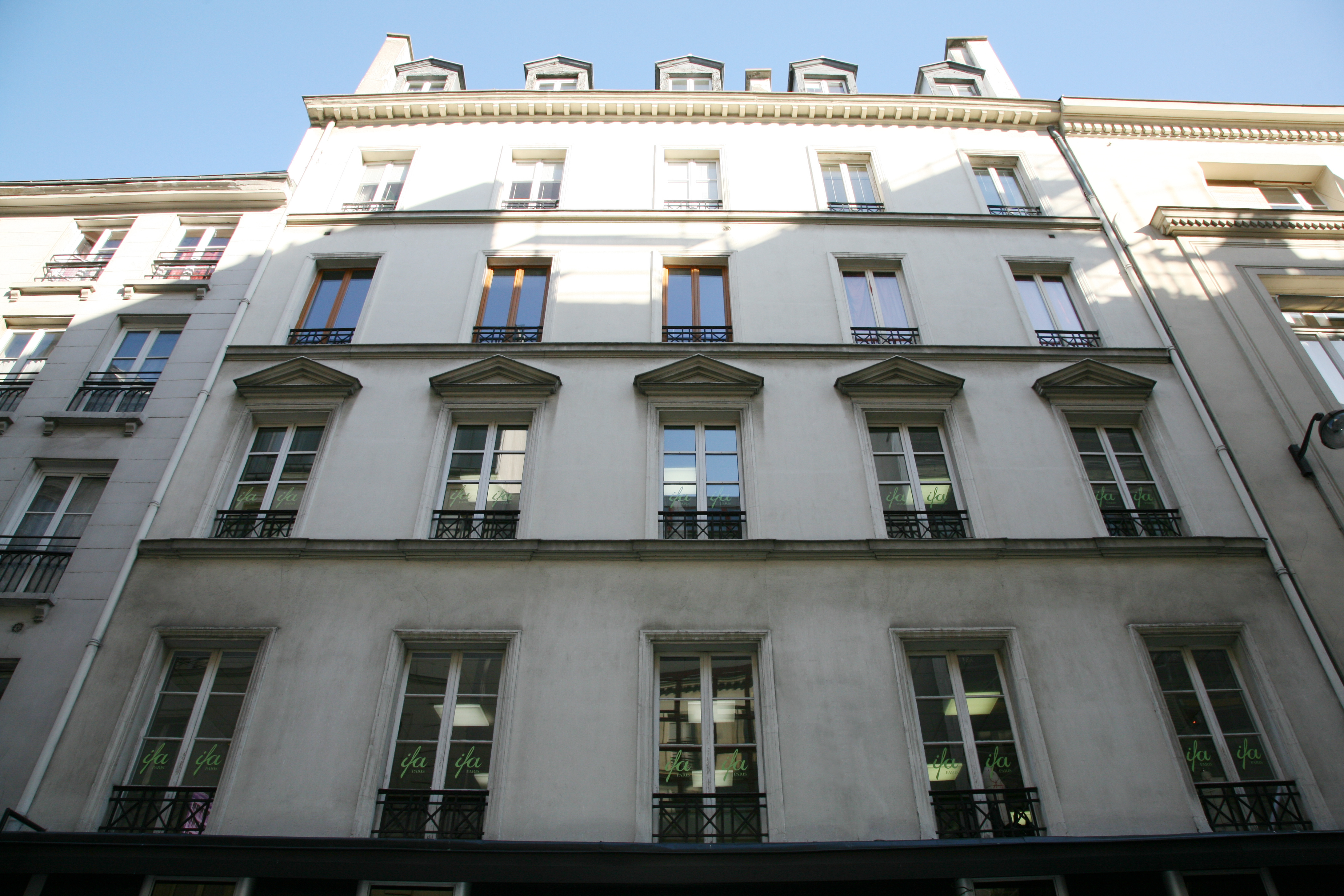
IFA Paris 巴黎校区

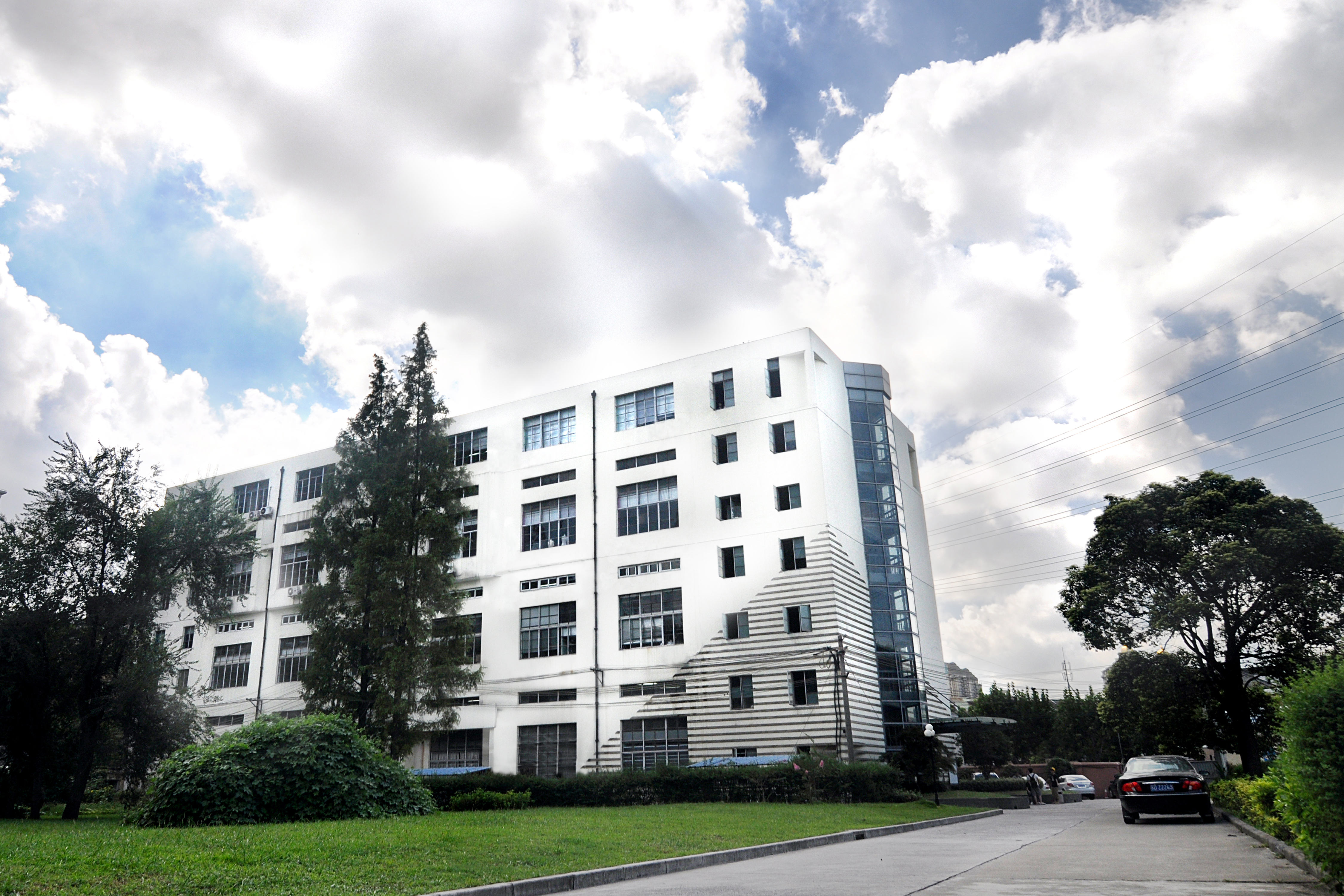
IFA Paris 上海校区

法国国际时装学院（IFA Paris）是于1982年成立于法国巴黎的时装学院。学院提供时装设计、时尚市场营销两个方向的本科课程，以及时装商业、奢侈品品牌管理和全球时尚传媒等方面的硕士课程。2002年，法国国际时装学院与上海工程技术大学合作，成立其中国校区——位于上海的中法埃菲时装设计师学院，自此学校拥有巴黎和上海两个校区，并在时装商业和奢侈品管理两类课程上推出了与意大利时尚名校Polimoda合作的办学项目。
目前IFA Paris在校生人数约为900人。